# یواس‌اس برکلی (دی‌دی‌جی-۱۵)
یواس‌اس برکلی (دی‌دی‌جی-۱۵) (به انگلیسی: USS Berkeley (DDG-15)) یک کشتی بود که طول آن ۴۳۷ فوت (۱۳۳ متر) بود. این کشتی در سال ۱۹۶۱ ساخته شد.